# Тюхтій
Тюхтій, телепень, одоробло та ін. — слова, що використовується для позначення вайлуватої, неповороткої і не надто розумної людини. Наразі, подібні слова, безвинятково, сприймаються іншою людиною як образа. Інші синоніми, що мають дещо менше поширення: мамула, вайло, вахлай, незграба, неотеса, шлапак, чванько.

## У літературі
Гулак-Артемовський є автором байки-побрехеньки «Тюхтій і Чванько».
«Тюхтія» використовували у своїх творах наступні українські письменники:
- Марко Кропивницький, II, 1958, 254;
- Петро Колесник, Терен.., 1959, 334;
- Григорій Тютюнник, Вир, 1964, 367;